# Chronické renální selhání
U chronického renálního selhání (CHRI) dochází k postupnému selhávání ledvin (během několika let až desetiletí), jakožto následek širokého spektra systémových onemocnění. Vede k nevratnému poškození ledvin, resp. k zániku nefronů, které s časem narůstá. Množství profiltrované moči, tzv. glomerulární filtrace, postupně klesá, a sice z normálních hodnot 1,5–2 ml/s na nízké hodnoty podle závažnosti a stupně poškození, v pokročilých stádiích pod hodnoty 0,25 ml/s. Dochází tedy k poklesu filtrační schopnosti ledvin až o 90 %. Nízké hodnoty jsou indikací k dlouhodobé dialýze.

## Stádia
1. Mírná insuficience:
- omezení funkce (až o 50 %) bez klinických projevů
- laboratorní nález kreatininu v plazmě do 0,3 mmol/l
- pokles koncentrační schopnosti ledvin
- nevyžaduje terapii

2. Středně těžké renální selhání:
- trvání měsíců až let
- glomerulární filtrace s hodnotami 0,2–0,5 ml/s
- laboratorní nález kreatininu v plazmě 0,3–0,7 mmol/l
- žízeň, malátnost
- polyurie
- poruchy metabolismu vápníku
- únava, dušnost z anemie a metabolické acidózy

3. Pokročilé stádium
- trvání spíše let než měsíců
- pokles glomerulární filtrace na 0,1–0,2 ml/s
- vysoký nález sérového kreatininu 0,7–1,3 mmol/l
- izostenurie (moč o stejné hustotě jakou má krevní plasma bez bílkovin; vzniká při neschopnosti ledvin zahušťovat či zřeďovat moč)
- závažné klinické příznaky:
  - pigmentace kůže
  - krvácivost (např. z dásní)
  - průjmy, bolesti břicha
  - zvápenatění (kalcifikace) měkkých tkání
  - trvale zvýšený krevní tlak (hypertenze)
  - renální osteopatie (svědění, bolesti kloubů, svalů a kostí; kachní chůze)
  - parestezie končetin (mravenčení, pálení, svědění)
  - metabolická encefalopatie (neklid, nespavost, apatie, halucinace, kóma)

4. Uremický syndrom (uremie):
- poruchy acidobazické rovnováhy, změny v koncentraci elektrolytů
- příprava na dialýzu nebo transplantaci ledvin
- hypertenze, selhání srdeční
- hyperhydratace, edém na plicích
- zvýšená krvácivost ze sliznic, vykašlávání krve, meléna (krev ve stolici), petechie
- nedostatek stavebních látek pro krvetvorbu, zkrácená životnost krvinek, anémie, snížená imunita
- ztráty vápníku stolicí, osteodystrofie